# Saison 2021-2022 du Tottenham Hotspur FC
Maillots
Chronologie
Saison précédente Saison suivante
La saison 2021-2022 du Tottenham Hotspur FC est la 30e saison du club en Premier League et la 44e saison consécutive dans l'élite du football anglais.
Cette saison fait suite à la saison 2020-2021, qui a vu le club terminer à la 7e place de la Premier League, lui permettant de participer à une nouvelle compétition européenne, la Ligue Europa Conférence. Il s'agit également de la première saison sous les ordres de l'entraîneur portugais Nuno Espírito Santo, qui succède ainsi à José Mourinho. Après des premiers résultats encourageants, la forme de l'équipe diminue fortement, subissant de lourdes défaites lors des différents derby londoniens. Ces mauvais résultats, ponctués par une importante défaite face à Manchester United (0-3), conduisent la direction à limoger Santo et son staff le 1er novembre 2021. Le lendemain, Tottenham annonce l'arrivée de l'entraîneur italien Antonio Conte pour lui succéder.

## Transferts
| Nom               | Poste             | Nationalité   | Transfert | Indemnité              | Mercato         | Provenance/Destination | Division             |
| Arrivées          |                   |               |           |                        |                 |                        |                      |
| Pierluigi Gollini | Gardien           | Italie        | Prêt      | -                      | Mercato d'été   | Atalanta Bergame       | Serie A              |
| Bryan Gil         | Ailier gauche     | Espagne       | Transfert | 25 millions d'€+Lamela | Mercato d'été   | Séville FC             | La Liga              |
| Cristian Romero   | Défenseur         | Argentine     | Prêt      | -                      | Mercato d'été   | Atalanta Bergame       | Serie A              |
| Pape Matar Sarr   | Milieu de terrain | Sénégal       | Transfert | 16,9 millions d'€      | Mercato d'été   | FC Metz                | Ligue 1              |
| Emerson Royal     | Défenseur         | Brésil        | Transfert | 30 millions d’€        | Mercato d'été   | FC Barcelone           | La Liga              |
| Rodrigo Bentancur | Milieu de terrain | Uruguay       | Transfert | 19 millions d’€        | Mercato d'hiver | Juventus FC            | Serie A              |
| Dejan Kulusevski  | Attaquant         | Suède         | Prêt      |                        | Mercato d'hiver | Juventus FC            | Serie A              |
| Départ            |                   |               |           |                        |                 |                        |                      |
| Juan Foyth        | Défenseur         | Argentine     | Transfert | 15 millions d'€        | Mercato d'été   | Villarreal CF          | La Liga              |
| Erik Lamela       | Milieu de terrain | Argentine     | Transfert | échange avec Gil       | Mercato d'été   | Séville FC             | La Liga              |
| Toby Alderweireld | Défenseur         | Belgique      | Transfert | 13 millions d'€        | Mercato d'été   | Al-Duhail SC           | Qatar Stars League   |
| Joe Hart          | Gardien           | Angleterre    | Transfert | 1,2 million d'€        | Mercato d'été   | Celtic Glascow         | Scottish Premiership |
| Moussa Sissoko    | Milieu de terrain | France        | Transfert | 3,5 millions d'€       | Mercato d'été   | Watford                | Premier League       |
| Serge Aurier      | Arrière gauche    | Côte d'Ivoire | Départ    | Résiliation de contrat | Mercato d'été   | Villarreal CF          | La Liga              |
| Giovani Lo Celso  | Milieu de terrain | Argentine     | Prêt      | -                      | Mercato d'hiver | Villarreal CF          | La Liga              |
| Tanguy Ndombele   | Milieu de terrain | France        | Prêt      | -                      | Mercato d'hiver | Olympique lyonnais     | Ligue 1              |
| Dele Alli         | Milieu de terrain | Angleterre    | Transfert | 40 millions d’€        | Mercato d'hiver | Everton FC             | Premier League       |
| Bryan Gil         | Ailier gauche     | Espagne       | Prêt      | -                      | Mercato d'hiver | Valence CF             | La Liga              |

## Effectif

### Joueurs prêtés
| Joueurs prêtés |    |                         |                        |                     |                    |                    |  |
| \| N° \| P. \| Nat. \| Nom \| Date de naissance \| Sélection \| Club en prêt \| \| \| 38 \| D \| \| Cameron Carter-Vickers \| 31/12/1997 (27 ans) \| États-Unis \| Celtic FC \| \| \| 18 \| M \| \| Giovani Lo Celso \| 09/05/1996 (28 ans) \| Argentine \| Villarreal CF \| \| \| 28 \| M \| \| Tanguy Ndombele \| 28/12/1996 (28 ans) \| France \| Olympique lyonnais \| \| \| — \| M \| \| Pape Matar Sarr \| 14/09/2002 (22 ans) \| Sénégal \| FC Metz \| \| \| 11 \| A \| \| Bryan Gil \| 11/02/2001 (24 ans) \| Espagne \| Valence CF \| \| \| 47 \| A \| \| Jack Clarke \| 23/11/2000 (24 ans) \| Angleterre -20 ans \| Sunderland AFC \| \| \| 52 \| A \| \| Troy Parrott \| 04/02/2002 (23 ans) \| Irlande \| MK Dons \| \| |    |                         |                        |                     |                    |                    |  |
| N° | P. | Nat.                    | Nom                    | Date de naissance   | Sélection          | Club en prêt       |  |
| 38 | D  | Drapeau des États-Unis  | Cameron Carter-Vickers | 31/12/1997 (27 ans) | États-Unis         | Celtic FC          |  |
| 18 | M  | Drapeau de l'Argentine  | Giovani Lo Celso       | 09/05/1996 (28 ans) | Argentine          | Villarreal CF      |  |
| 28 | M  | Drapeau de la France    | Tanguy Ndombele        | 28/12/1996 (28 ans) | France             | Olympique lyonnais |  |
| — | M  | Drapeau du Sénégal      | Pape Matar Sarr        | 14/09/2002 (22 ans) | Sénégal            | FC Metz            |  |
| 11 | A  | Drapeau de l'Espagne    | Bryan Gil              | 11/02/2001 (24 ans) | Espagne            | Valence CF         |  |
| 47 | A  | Drapeau de l'Angleterre | Jack Clarke            | 23/11/2000 (24 ans) | Angleterre -20 ans | Sunderland AFC     |  |
| 52 | A  | Drapeau de l'Irlande    | Troy Parrott           | 04/02/2002 (23 ans) | Irlande            | MK Dons            |  |

| N° | P. | Nat.                    | Nom                    | Date de naissance   | Sélection          | Club en prêt       |  |
| 38 | D  | Drapeau des États-Unis  | Cameron Carter-Vickers | 31/12/1997 (27 ans) | États-Unis         | Celtic FC          |  |
| 18 | M  | Drapeau de l'Argentine  | Giovani Lo Celso       | 09/05/1996 (28 ans) | Argentine          | Villarreal CF      |  |
| 28 | M  | Drapeau de la France    | Tanguy Ndombele        | 28/12/1996 (28 ans) | France             | Olympique lyonnais |  |
| —  | M  | Drapeau du Sénégal      | Pape Matar Sarr        | 14/09/2002 (22 ans) | Sénégal            | FC Metz            |  |
| 11 | A  | Drapeau de l'Espagne    | Bryan Gil              | 11/02/2001 (24 ans) | Espagne            | Valence CF         |  |
| 47 | A  | Drapeau de l'Angleterre | Jack Clarke            | 23/11/2000 (24 ans) | Angleterre -20 ans | Sunderland AFC     |  |
| 52 | A  | Drapeau de l'Irlande    | Troy Parrott           | 04/02/2002 (23 ans) | Irlande            | MK Dons            |  |

## Tenues
Fabricant : Nike / Sponsor principal : AIA
| Domicile | Extérieur | Autre |

## Pré-saison

### The Mind Series
Il est annoncé que Tottenham Hotspur doit affronter ces deux rivaux londoniens en match amical, à savoir Chelsea et Arsenal, pour le compte d'une compétition de charité, The Mind Series.

## Résultats

### Championnat

#### Classement
| Rang | Équipe            | Pts | J  | G  | N  | P  | Bp | Bc | Diff | Qualification ou relégation                                      |
| ---- | ----------------- | --- | -- | -- | -- | -- | -- | -- | ---- | ---------------------------------------------------------------- |
| 2    | Liverpool FC L C  | 92  | 38 | 28 | 8  | 2  | 94 | 26 | +68  | Qualification pour la phase de groupes de la Ligue des champions |
| 3    | Chelsea FC SU MC  | 74  | 38 | 21 | 11 | 6  | 76 | 33 | +43  | Qualification pour la phase de groupes de la Ligue des champions |
| 4    | Tottenham Hotspur | 71  | 38 | 22 | 5  | 11 | 69 | 40 | +29  | Qualification pour la phase de groupes de la Ligue des champions |
| 5    | Arsenal FC        | 69  | 38 | 22 | 3  | 13 | 61 | 48 | +13  | Qualification pour la phase de groupes de la Ligue Europa        |
| 6    | Manchester United | 58  | 38 | 16 | 10 | 12 | 57 | 57 | 0    | Qualification pour la phase de groupes de la Ligue Europa        |

#### Évolution au classement
| Journée   | 01  | 02 | 03  | 04 | 05 | 06  | 07 | 08 | 09 | 10 | 11 | 12 | 13 | 14 | 15 | 16 | 17 | 18 | 19 | 20 | 21 | 22 | 23 | 24 | 25 | 26 | 27 | 28 | 29 | 30 | 31 | 32 | 33 | 34 | 35 | 36 | 37 | 38 |
| --------- | --- | -- | --- | -- | -- | --- | -- | -- | -- | -- | -- | -- | -- | -- | -- | -- | -- | -- | -- | -- | -- | -- | -- | -- | -- | -- | -- | -- | -- | -- | -- | -- | -- | -- | -- | -- | -- | -- |
| Terrain   | D   | E  | D   | E  | D  | E   | D  | E  | E  | D  | E  | D  | D  | D  | D  | D  | E  | E  | E  | E  | D  | E  | E  | D  | D  | E  | E  | D  | E  | D  | D  | E  | D  | E  | D  | E  | D  | E  |
| Résultats | V   | V  | V   | D  | D  | D   | V  | V  | D  | D  | N  | V  | V  | V  | N  | V  | N  | V  | V  | D  | D  | D  | V  | D  | V  | V  | D  | V  | V  | V  | V  | D  | N  | V  | N  | V  | V  | V  |
| Place     | 10e | 5e | 1er | 7e | 7e | 11e | 8e | 5e | 6e | 9e | 9e | 7e | 6e | 5e | 7e | 5e | 6e | 6e | 5e | 7e | 7e | 8e | 8e | 8e | 7e | 7e | 7e | 7e | 5e | 4e | 4e | 4e | 5e | 5e | 5e | 5e | 4e | 4e |
| Points    | 3   | 6  | 9   | 9  | 9  | 9   | 12 | 15 | 15 | 15 | 16 | 19 | 22 | 25 | 26 | 29 | 30 | 33 | 36 | 36 | 36 | 36 | 39 | 39 | 42 | 45 | 45 | 48 | 51 | 54 | 57 | 57 | 58 | 61 | 62 | 65 | 68 | 71 |

Terrain : D = Domicile ; E = Extérieur.
Résultat : D = Défaite ; N = Nul ; V = Victoire.

## Statistiques

### Meilleurs buteurs
|        | Num.   | Buteur                | Premier League | FA Cup | League Cup | Ligue Europa Conférence | Total |
| ------ | ------ | --------------------- | -------------- | ------ | ---------- | ----------------------- | ----- |
| 1      | 10     | Harry Kane            | 17             | 3      | 1          | 6                       | 27    |
| 2      | 7      | Son Heung-min         | 23             | 0      | 0          | 1                       | 24    |
| 3      | 27     | Lucas Moura           | 2              | 1      | 2          | 1                       | 6     |
| 4      | 21     | Dejan Kulusevski      | 5              | 0      | 0          | 0                       | 5     |
| 5      | 23     | Steven Bergwijn       | 3              | 0      | 1          | 0                       | 4     |
| 6      | 5      | Pierre-Emile Højbjerg | 2              | 0      | 0          | 1                       | 3     |
| 7      | 2      | Matt Doherty          | 2              | 0      | 0          | 0                       | 2     |
| 7      | 3      | Sergio Reguilón       | 2              | 0      | 0          | 0                       | 2     |
| 7      | 6      | Davinson Sánchez      | 2              | 0      | 0          | 0                       | 2     |
| 7      | 18     | Giovani Lo Celso      | 0              | 0      | 0          | 2                       | 2     |
| 7      | 20     | Dele Alli             | 1              | 0      | 0          | 1                       | 2     |
| 7      | 28     | Tanguy Ndombele       | 1              | 0      | 1          | 0                       | 2     |
| 13     | 4      | Cristian Romero       | 1              | 0      | 0          | 0                       | 1     |
| 13     | 8      | Harry Winks           | 0              | 1      | 0          | 0                       | 1     |
| 13     | 12     | Emerson Royal         | 1              | 0      | 0          | 0                       | 1     |
| 13     | 33     | Ben Davies            | 1              | 0      | 0          | 0                       | 1     |
| TOTAUX | TOTAUX | TOTAUX                | 63             | 5      | 5          | 12                      | 85    |

### Meilleurs passeurs
|        | Num.   | Passeur               | Premier League | FA Cup | League Cup | Ligue Europa Conférence | Total |
| ------ | ------ | --------------------- | -------------- | ------ | ---------- | ----------------------- | ----- |
| 1      | 10     | Harry Kane            | 9              | 0      | 0          | 1                       | 10    |
| 2      | 7      | Son Heung-min         | 7              | 0      | 0          | 1                       | 8     |
| 2      | 21     | Dejan Kulusevski      | 8              | 0      | 0          | 0                       | 8     |
| 2      | 27     | Lucas Moura           | 6              | 0      | 0          | 2                       | 8     |
| 5      | 2      | Matt Doherty          | 4              | 0      | 0          | 0                       | 4     |
| 5      | 5      | Pierre-Emile Højbjerg | 2              | 1      | 1          | 0                       | 4     |
| 5      | 30     | Rodrigo Bentancur     | 4              | 0      | 0          | 0                       | 4     |
| 6      | 3      | Sergio Reguilón       | 3              | 0      | 0          | 0                       | 3     |
| 5      | 12     | Emerson Royal         | 1              | 0      | 1          | 0                       | 2     |
| 5      | 18     | Giovani Lo Celso      | 0              | 1      | 0          | 1                       | 2     |
| 5      | 23     | Steven Bergwijn       | 1              | 0      | 1          | 0                       | 2     |
| 10     | 8      | Harry Winks           | 1              | 0      | 0          | 0                       | 1     |
| 10     | 11     | Bryan Gil             | 0              | 0      | 0          | 1                       | 1     |
| 10     | 20     | Dele Alli             | 0              | 0      | 1          | 0                       | 1     |
| 10     | 28     | Tanguy Ndombele       | 1              | 0      | 0          | 0                       | 1     |
| 10     | 33     | Ben Davies            | 1              | 0      | 0          | 0                       | 1     |
| TOTAUX | TOTAUX | TOTAUX                | 48             | 2      | 4          | 6                       | 60    |

### Clean sheets
|        | Num.   | Gardien de but    | Premier League | FA Cup | League Cup | Ligue Europa Conférence | Total |
| ------ | ------ | ----------------- | -------------- | ------ | ---------- | ----------------------- | ----- |
| 1      | 1      | Hugo Lloris       | 16             | 0      | 0          | 0                       | 16    |
| 2      | 22     | Pierluigi Gollini | 0              | 0      | 1          | 1                       | 2     |
| TOTAUX | TOTAUX | TOTAUX            | 16             | 0      | 1          | 1                       | 18    |